# Tönijärvi
Tönijärvi är en sjö i kommunen Storå i landskapet Södra Österbotten i Finland. Arean är 41 hektar och strandlinjen är 3,44 kilometer lång. Sjön  ingår i Bottenhavets kustområde.   Den ligger omkring 97 kilometer sydväst om Seinäjoki och omkring 280 kilometer nordväst om Helsingfors. 